# パンくずリスト

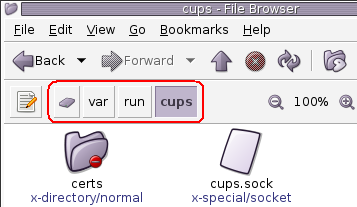
GNOME（デスクトップ環境）のファイルの位置型パンくずリスト

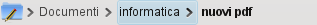
Dolphin（ファイルマネージャ）のパンくずリスト

パンくずリスト（breadcrumb list）は、ウェブサイト内でのウェブページの位置を、ツリー構造を持ったハイパーリンクの一覧として示すもの。パンくずナビ、トピックパス、フットパスとも言う。英語では単に“breadcrumbs”または“breadcrumb navigation”というのが一般的である。
ウェブディレクトリのような大規模なウェブサイト内で、利用者がサイト内での現在位置を見失わないようにし、ナビゲーションを助けるために使われる。「パンくずリスト」という名前は、童話『ヘンゼルとグレーテル』で、主人公が森で迷子にならないように通り道にパンくずを置いていった、というエピソードに由来する。
Curlieディレクトリのカテゴリの例：
各種資料 > 百科事典 > ウィキペディア

## 種類
パンくずリストには次の3種類がある。
パス型そのページにどういう経路でたどり着いたのかを示す。動的であり、同じページでもたどり着くまでの経路が異なれば、リストも異なる。
位置型そのページがウェブサイトの階層構造のどこに位置しているかを示す。静的で、たどり着くまでの経路が違っても、同じページであればリストも同一となる。
属性型そのページがどんな属性で分類されているかを示す。

## ユーザビリティ
パス型のパンくずリストについては、ブラウザの機能、すなわち「戻る」ボタンやブラウザの履歴と機能が重複しているとの批判がある。
位置型のパンくずリストは、コンテンツが豊富すぎるあまり、単一の分類構造では個別のコンテンツの位置を完全に記述することができなくなるようなサイトでは、必ずしも適当ではない。これは例えばAmazonなど、検索ベースのナビゲーションパラダイムを採用しているサイトに共通して当てはまる。
垂直方向のナビゲーションであることから、「この階層には他にどのようなカテゴリがあるか」といった水平方向のナビをすることは不可能である。